# 冰川景天
冰川景天（学名：Sedum sinoglaciale）是景天科景天属的植物，为中国的特有植物。分布于中国大陆的云南等地，生长于海拔3,000米至4,700米的地区，常生长在山坡以及山麓，目前尚未由人工引种栽培。